# Vila Nova (Porto Alegre)
Vila Nova é um bairro localizado na zona sul da cidade brasileira de Porto Alegre, capital do estado  do Rio Grande do Sul. Foi criado pela Lei 2022 de 7 de dezembro de 1959.

## Histórico[1]

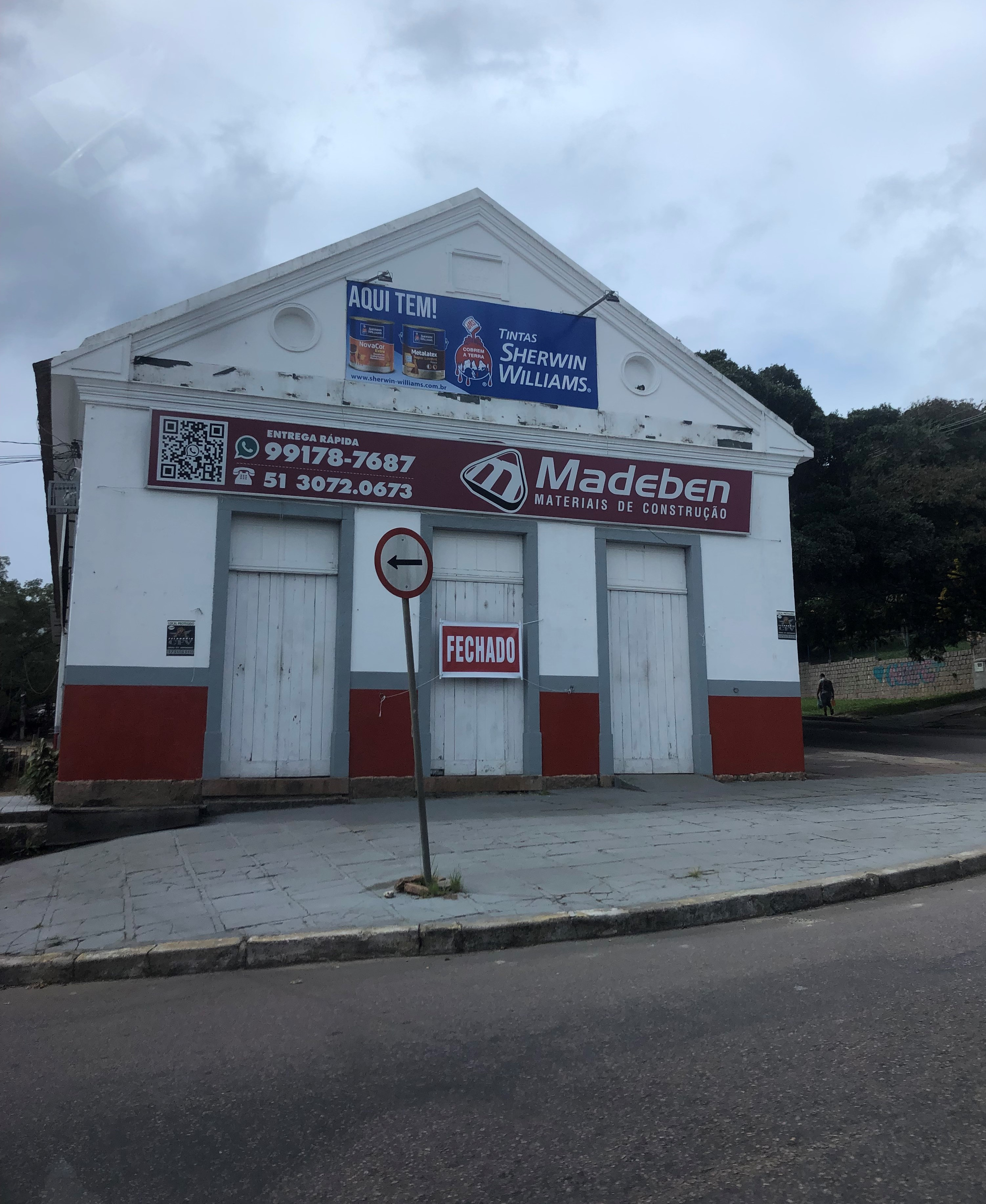
Casa comercial antiga do bairro.

O bairro foi povoado por imigrantes italianos que começaram a chegar em 1893. Antigamente a região chamava-se Colônia Vila Nova d'Itália. Os lotes de terra eram vendidos aos imigrantes, ao contrário das terras de outras cidades na Serra Gaúcha. Os italianos cultivaram a uva e outras frutas e, desde muitos anos, realiza-se a Festa do Pêssego em Vila Nova.
Enfrentando as dificuldades de ocupação de um terreno com mata virgem, o esforço da comunidade propiciou a criação de diversas instituições: uma escola em 1897 que, mais tarde, seria a Escola Estadual Alberto Torres; a construção, em 1906, da capela que originaria a Paróquia São José de Vila Nova; a fundação, em 1911, de uma cooperativa agrícola e uma caixa de crédito rural, que vieram
transformar a região e expandir os negócios dos pequenos agricultores da Vila.
Em 1965, foi fundado no bairro o Hospital Vila Nova.

## Características atuais
Atualmente, o bairro caracteriza-se como residencial e ainda conserva características rurais, como as chácaras ainda existentes e as tradicionais festas realizadas na Paróquia de São José de Vila Nova.
A Vila Nova é, nas últimas décadas, um dos bairros preferidos para a construção de condomínios fechados de luxo, devido à sua natureza exuberante e aos terrenos razoavelmente baratos. Ao mesmo tempo que tem condomínios de luxo, a Vila Nova também é o bairro escolhido pela prefeitura de Porto Alegre para a construção de casas populares, com a finalidade de abrigar as famílias de baixa renda, muitas saídas de favelas.
A Festa do Pêssego, realizada anualmente, atrai milhares de visitantes ao bairro.

## Limites atuais
Estrada da Cavalhada, da esquina da Estrada João Vedana. Segue pela Avenida da Cavalhada até encontrar a Avenida Eduardo Prado ; desta, até a Rua Atílio Superti, desta até a Rua Pedro Rodrigues Bittencourt até seu fim. Daí por uma linha imaginária segue até encontrar a Rua Rio Grande, desta até a Estrada Cristiano Kraemer, desta até encontrar o Arroio Capivara, segue por este Arroio até a Estrada das Três Meninas; e, por esta, até a rua Florestan Fernandes, desta até a Estrada Kanazawa, por está até a Estrada Belém Velho; deste ponto, por uma linha imaginária, seca e reta, em direção sul/norte, até encontrar o entroncamento da Rua Santuário e Estrada das Furnas; daí, por uma linha imaginária até encontrar a estrada Aracaju, desta segue até a Avenida Vicente Monteggia, segue por está até a Estrada João Vedana.

## Lei dos limites de bairros- proposta 2015-2016
No fim do ano de 2015, as propostas com as emendas foram aprovadas pela câmara de vereadores de Porto Alegre. Em relação aos limites atuais, há algumas alterações. A região entre o Arroio Capivara, Estrada Jorge Pereira Nunes, Rua Granja Bela Vista, Estrada Costa Gama e Estrada das Três Meninas foram anexados dentro dos limites do bairro. O Morro Agudo também foi anexado ao bairro. 

## Pontos de referência
- Associação Hospitalar Vila Nova
- Cemitério São José de Vila Nova
- Parque Gabriel Knijnik
- Praça Humberto Andreatta

## Moradores ilustres
- Ronaldinho Gaúcho
- Daiane dos Santos
- Ana Zanella